# Черні-Врих (гора)
Черні-Врих (болг. Черни връх) — гірська вершина на заході Болгарії, найвища в гірському масиві Витоша.

## Географія, історія

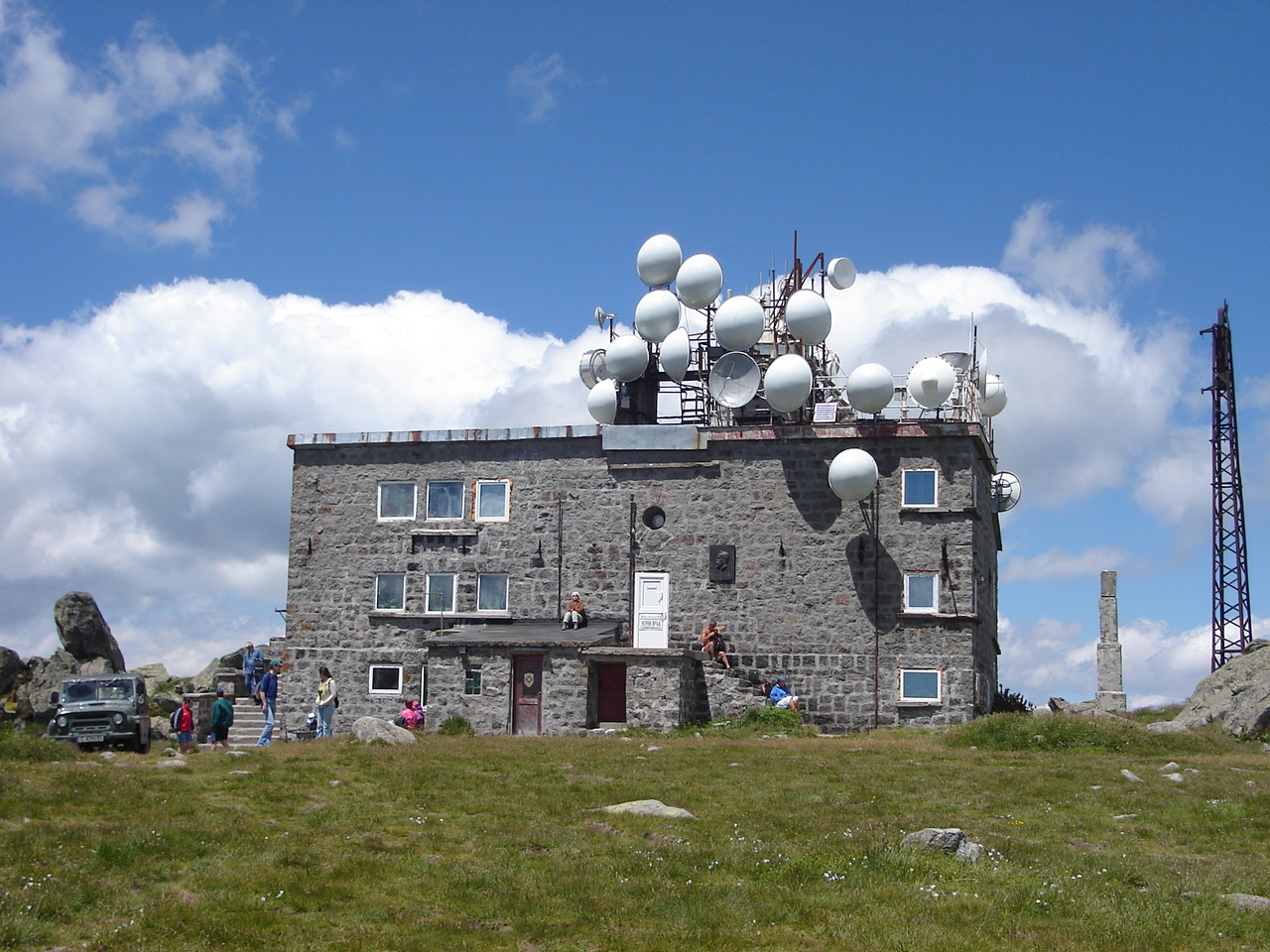
Метеорологічна станція

Висота — 2290 метрів. Черні-Врих є найвищою серед вершин Вітоші, а також четвертою по висоті в Болгарії.
Перше дослідження Черні-Вриху було у 1836 році, в рамках експедиції французького геолога Амі Буе. З кінця XIX століття Черні-Врих (як і інші вершини масиву Вітоша) став популярний серед туристів та альпіністів. З 1935 року там діє метеорологічна станція.

## Культура
Знаменитий болгарський поет Іван Вазов присвятив Черні-Вриху вірш «На Черния връх».